# مرکز فضایی نروژ
مرکز فضایی نروژ۰ (به انگلیسی: Norwegian Space Agency) یک سازمان راهبردی، هماهنگی و اجرایی دولت نروژ در امور فضایی است.
هدف این مرکز، ایجاد هماهنگی عمل در بین نهادهایی است که در کشور نروژ، در ارتباط با امور فضایی فعال هستند. این مرکز، از جمله حافظ منافع ملی نروژ، در آژانس فضایی اروپا (ESA) است. 

مرکز فضایی نروژ۰ به شکل یک بنیاد، در سال ۱۹۸۷ میلادی تأسیس شد. این مرکز از اول ژانویه سال ۲۰۰۴ میلادی، تبدیل به یک نهاد اداری دولتی، با اختیارات ویژه گشته‌است. مرکز فضایی نروژ۰ تحت پوشش وزارت وزارت معاش و شیلات نروژ قرار دارد.

## شورای تحقیقاتی نروژ برای علوم فنی و طبیعی

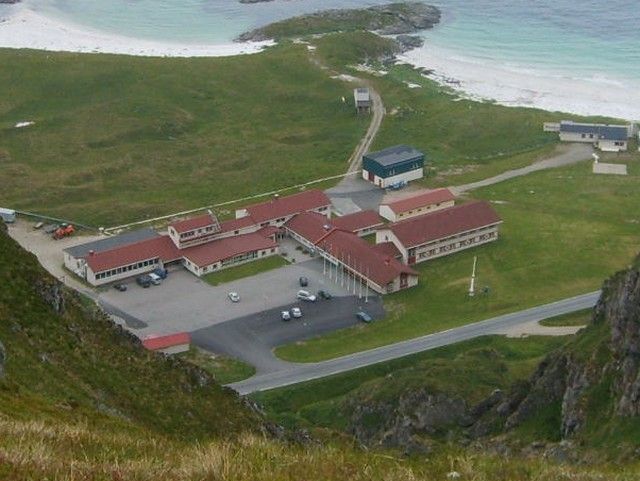
مرکز فضایی نروژ

در واقع، مرکز فضایی نروژ۰ جانشین اداره ای است که سابقاً زیر نظر شورای تحقیقاتی نروژ برای علوم فنی و طبیعی، مسئول امور فضایی بود. این اداره از سال ۱۹۶۵ تا ۱۹۸۷ میلادی، یک نقش مشورتی در هماهنگی واحدهای عملیاتی پایگاه‌های موشکی در نروژ، از جمله مرکز فضایی جزیره آند، ایستگاه های ماهواره ای در ترومسو و سوالبار داشت.
 پس از آنکه، مرکز فضایی نروژ۰ در سال ۲۰۰۴ میلادی به یک نهاد دولتی تبدیل شد، ۹۰ درصد سهام مرکز فضایی جزیره آند، به مرکز فضایی نروژ(NRS) تعلق گرفت و ۱۰ درصد مابقی، به شرکت دفاعی و هوا فضایی کونگسبرگ تعلق یافت. این سهام سابقاً به‌طور کامل به وزارت سابق اقتصاد و بازرگانی نروژ، تعلق داشت.

 مرکز فضایی نروژ۰ از جمله مسئول اعمال مالکیت دولت نروژ، بر شرکت‌های مذکور است.
مرکز فضایی جزیره آند، دارای مناطق پرتاب موشک در جزیره آند، نیواولسن؛ و سوالبار است.
مرکز فضایی نروژ۰ علاوه بر اینکه مالک ۹۰ درصد از آموزشگاه فضایی جزیره آند است؛ مالکیت خطوط ارتباطی بین سوالبار و بخش واقع شده در قاره را نیز در اختیار دارد. این خطوط ارتباطی، شامل ۲ رشته کابل فیبر نوری است؛ که در سال ۲۰۰۳ میلادی کشیده شده‌اند. همچنین مرکز فضایی نروژ۰ مالک ۵۰ درصد از سهام شعبه خدمات ماهواره‌ای شرکت کونگزبرگ، ایستگاه‌های ماهواره‌ای در ترومسو و سوالبار و نیز پایگاه ماهواره‌ای نروژ در قطب جنوب است.
مرکز فضایی نروژ۰ در سال ۲۰۲۰ میلادی، دارای ۴۰ کارمند در بخش اداری بود. مدیرت اداری این مرکز از سال ۲۰۱۸ میلادی بر عهده «کریستین هاگلی هانسن» بوده‌است.‌

## یادداشت
1. ↑  https://snl.no/Nærings-_og_fiskeridepartementet
2. ↑  https://snl.no/Tromsø_Satellittstasjon_AS
3. ↑  https://no.wikipedia.org/wiki/Svalbard_satellittstasjon

## منبع اصلی
1. ↑  https://www.nsd.no/polsys/data/forvaltning/enhet/52972/endringshistorie
2. ↑  «نسخه آرشیو شده». بایگانی‌شده از اصلی در ۲۰ فوریه ۲۰۲۲. دریافت‌شده در ۲۰ فوریه ۲۰۲۲.
3. 1 2  https://snl.no/Norsk_Romsenter